# Cricova (cave)
Pour la ville, voir Cricova.
Cricova est le nom qui désigne la plus grande cave à vin de Moldavie. Elle conserve une collection de vins remarquable,.
Cricova appartient à la société SPA Cricova située dans la ville homonyme de Cricova, en Moldavie. Elle est située à une distance de 11 km de la ville Chisinau, capitale de la Moldavie.
La société SPA Cricova a été fondée en 1952 et détient un complexe souterrain unique, connu pour ses labyrinthes et ses vins. À partir du 28 août 2003, la cave de Cricova a été incluse au patrimoine culturel et national de la Moldavie. Cet exemple de la vinification moldave se trouve sous la protection de l’État et de l’Unesco.
Ces caves comportant des boulevards, rues, ruelles, feux de circulation routière et panneaux de signalisation sont appelées « villes souterraines ».

## Histoire

Situation géographique de la Moldavie

La viticulture moldave existe sur le territoire actuel de la Moldavie depuis l’antiquité. Lors des recherches archéologiques, ont été trouvées des amphores grecques pour le vin, qui confirme que le commerce du vin existe sur le littoral septentrional de la Mer Noire déjà à la fin du VIIIe siècle avant notre ère. Au Ve siècle avant notre ère, Hérodote, ancien historien grec, déclare que les colonisateurs vivant dans cette région avaient cultivé la vigne et commercialisé les vins locaux. Des grappes de raisin sont représentées sur certaines monnaies, trouvées à Tyr (actuellement la ville de Bilhorod-Dnistrovskyï, Ukraine) et datent des IIe et IIIe siècles avant notre ère. Cela montre que la viticulture et la vinification étaient des occupations très importantes pour les colonies helléniques présentes sur le territoire actuel de la Moldavie.
Jusqu’au XXe siècle, la vinification sur les terres moldaves ne se développe pas de manière uniforme. Du début du XIXe siècle au milieu du XXe siècle, l’histoire de la vinification locale a été fortement affectée à la fois par la saisie des territoires avec des sols fertiles sous le règne du tsar et par l’invasion de phylloxéra de la vigne au début du siècle dernier. Ce n'est qu'au début des années 1950 que la branche viticole commence un fort développement, c’est le début de la vinification moderne en Moldavie. En 1952 est fondée la société d'État Cricova, quand deux personnalités de l'industrie vinicole moldave, Petru Ungureanu et Nicolae Sobolev, proposent d’utiliser les carrières d’extraction des matériaux de construction dans le but de stocker les vins. Peu après, les vins produits à Cricova sont considérés comme étant un bon résultat et pour ce qui semblait être une expérience à l’époque.
En 1954, l’établissement Cricova fonde la collection de vins qui détient aujourd’hui l’appellation de « Vinothèque Nationale de Moldavie ». L'année 1955 a été une période épique pour l'histoire de la vinification en Moldavie lorsque la mise en bouteille des premiers vins de la marque a eu lieu dans les galeries souterraines de Cricova. Parallèlement à l'évolution de l’établissement et des méthodes de gestion, l'État a tenté de trouver des méthodes de gestion plus efficaces pour la branche vinicole dans son ensemble. En 1968, à la suite de la décision liée la nécessité d’augmenter le volume de production des vins de marque Cricova, il se crée une usine de type Sovkhoze, soit une « ferme soviétique ». En 1977, sur le territoire de Sovkhoze, fut construit le plus important lieu de vinification, qui était jusqu'à présent la plus grande unité de production de vin. Dans les galeries de Cricova, la fabrication de vin mousseux a commencé en 1980. Jusqu'au milieu des années 1980, bien qu'elle subit de nombreux changements, l’entreprise Cricova maintient son rythme de croissance professionnelle et économique. Ainsi, de 1968 à 1985, l’entreprise multiplie sa production de vin par 35.

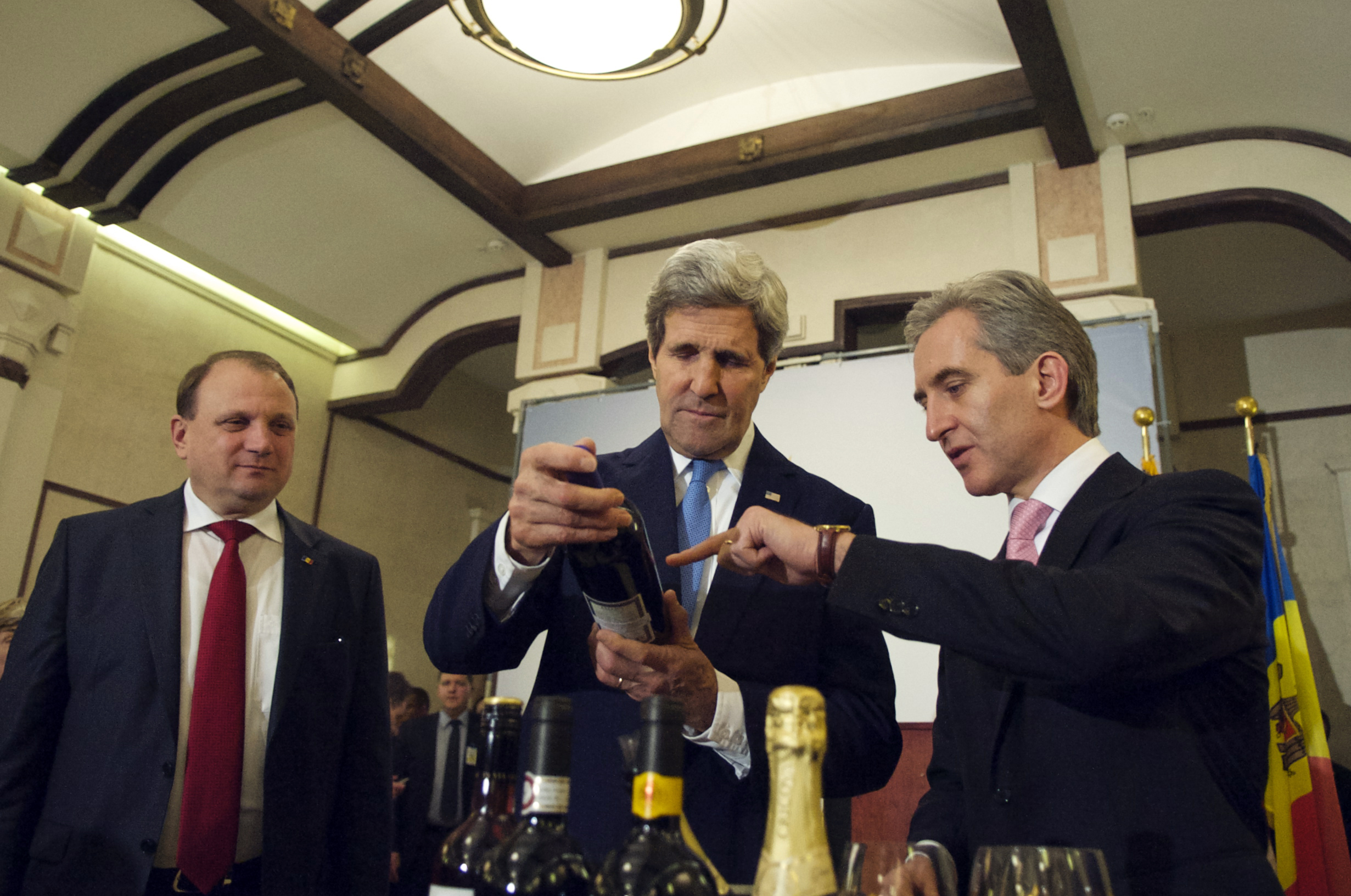
Secrétaire d'État des États-Unis, John Kerry visitant la collection de vins Cricova

Déjà dans les années 1990, une nouvelle pièce est construite dans la cave pour la production des vins mousseux, où le personnel de l’établissement ajustaient la production de vin mousseux en fonction des réservoirs, et commencent à fonctionner à pleine capacité de la ligne d'embouteillage. La salle de conservation des emballages de verre est construite. La compagnie commence la production des différents types de vins mousseux tels que Basarabia, Moldova, Blanc mousseau naturel. Au milieu des années 1990, 20 % de la production totale de l’établissement est exportée. Les marchés traditionnels d’export sont la Russie, l’Ukraine, d’autres pays de l'ex-Union soviétique, mais aussi l'Extrême-Orient, l'Angleterre, l'Allemagne, les États-Unis et le Japon, une trentaine de pays au total.
En 1999, l’établissement Cricova est transformé en société anonyme et propriété de l’État. Grâce à son unicité et son importance majeure pour l’État et pour le peuple moldave, en 2002, Cricova est devenue le premier établissement du pays qui a reçu le Grand prix de l’ordre de la République de Moldavie. L'année suivante, en 2003, l’établissement Cricova a été officiellement désigné « objet du patrimoine culturel et national de la République de Moldavie ».
C'est la cave souterraine Mileștii Mici qui détient le Guinness World Record avec le plus grand nombre de bouteilles,.

## Évolution
Le fondateur de Cricova est Ungureanu Petru.[réf. nécessaire]

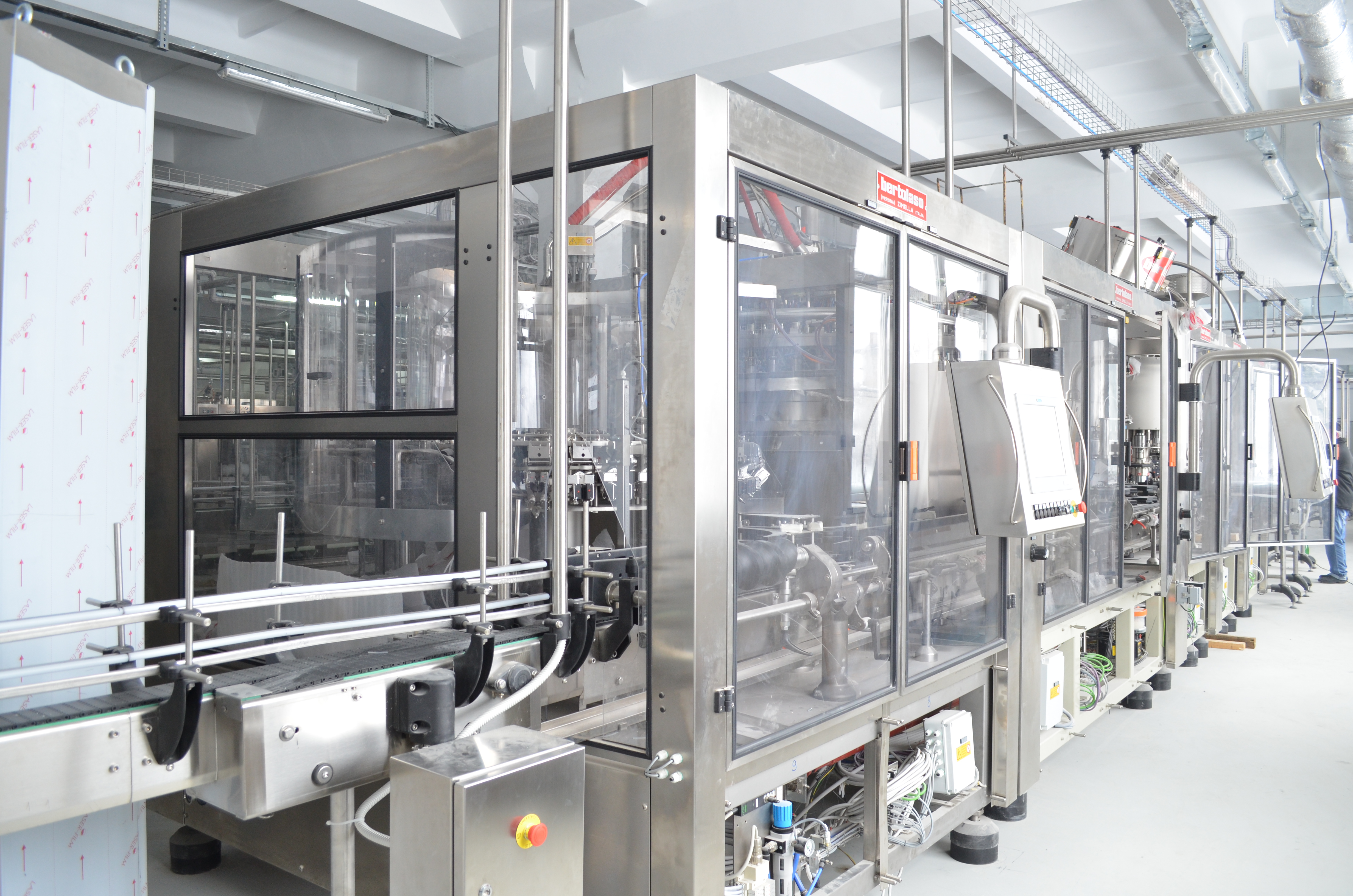
Ligne d'embouteillage, 2014

- 1947 - Premières expériences dans les carrières d’extraction des matériaux de construction réalisées par l'académicien Ungureanu Petru. Début de fabrication des premiers vins mousseux.
- 1952 - Création du complexe viticole Cricova S.A.
- 1954 - La création de la collection de vins Cricova sur la base des vins de la collection de Moldavie et des vins rares de la collection de Goering qui les a remis à l'URSS  comme compensation après la Seconde Guerre Mondiale.
- 1957 - Production en quantités industrielles des vins mousseux classiques.
- 1970 - Création de l'association viticole et expansion massive des plantations de vigne.
- 1980 - Renforcement des capacités de production et expansion sur les marchés mondiaux.
- 1986 - Fondation de la filière de production des vins mousseux originaux.
- 1991 - La transition de l'économie centralisée aux valeurs de l'économie d’échelle.
- 1998 - Création du centre d'affaires et de tourisme Cricova-Vin.
- 2001 - Création de la base matérielle propre des vignes hypermodernes.
- 2002 - L'attribution de l'Ordre de la Moldavie.
- 2003 - Déclaration de Cricova S.A. en tant qu'objet du patrimoine culturel national de Moldavie.
- 2007 - Reconstruction du complexe de dégustation Cricova.
- 2008 - L’implémentation du système ISO 9001.
- 2009 - L’implémentation du système de gestion de la sécurité alimentaire ISO-22000.
- 2011 - Reconstruction de la filière de traitement primaire des raisins.
- 2013 - Reconstruction de la filière de production des vins à fermentation lente et vins mousseux[12].

## Vignobles
Les caves Cricova se trouvent dans la région centrale de la Moldavie.
La Moldavie bénéficie d’un climat favorable avec des hivers assez doux et de nombreux jours ensoleillés tout au long de l’année. Les viticulteurs de Cricova ont deux avantages : le tchernozem le plus fertile des sols, et le climat (une humidité optimale et un ensoleillement généreux). Ces particularités favorisent le cycle complet de production de la matière première.
En 2019, les vignobles de la société sont les plus vastes du pays et couvrent une superficie d’environ 600 ha en Moldavie : 225 ha dans la région du sud de la Moldavie (régions Cahul et Gavanoasa), 330 ha dans la région centrale du pays (régions Criuleni et Cricova).
Bien que les vignobles soient délimités géographiquement, ils sont en réalité le seul gros ensemble dont le but est d’assurer l’établissement principale avec le volume requis de raisins de qualité supérieure au plus haut niveau. La diversité géographique des vignobles est importante pour la possibilité de cultiver différentes variétés de vignes, en fonction du climat et des spécificités du sol de la région. En conséquence, la société produit dans la région de Cahul des cépages tels que le muscat, le pinot noir, le cabernet sauvignon et le merlot. Dans la région centrale du pays, sont cultivées des variétés telles que le pinot, le sauvignon, le rkaţiteli et l’aligote. Le zonage exemplaire des cépages, l'adaptation des performances agraires mondiales et le renouvellement continu de leurs propres plantations, même en période de déclin, permettent à l’établissement de conserver sa position de leader en fonction de la qualité de ses propres vignobles.

## Production des vins mousseux

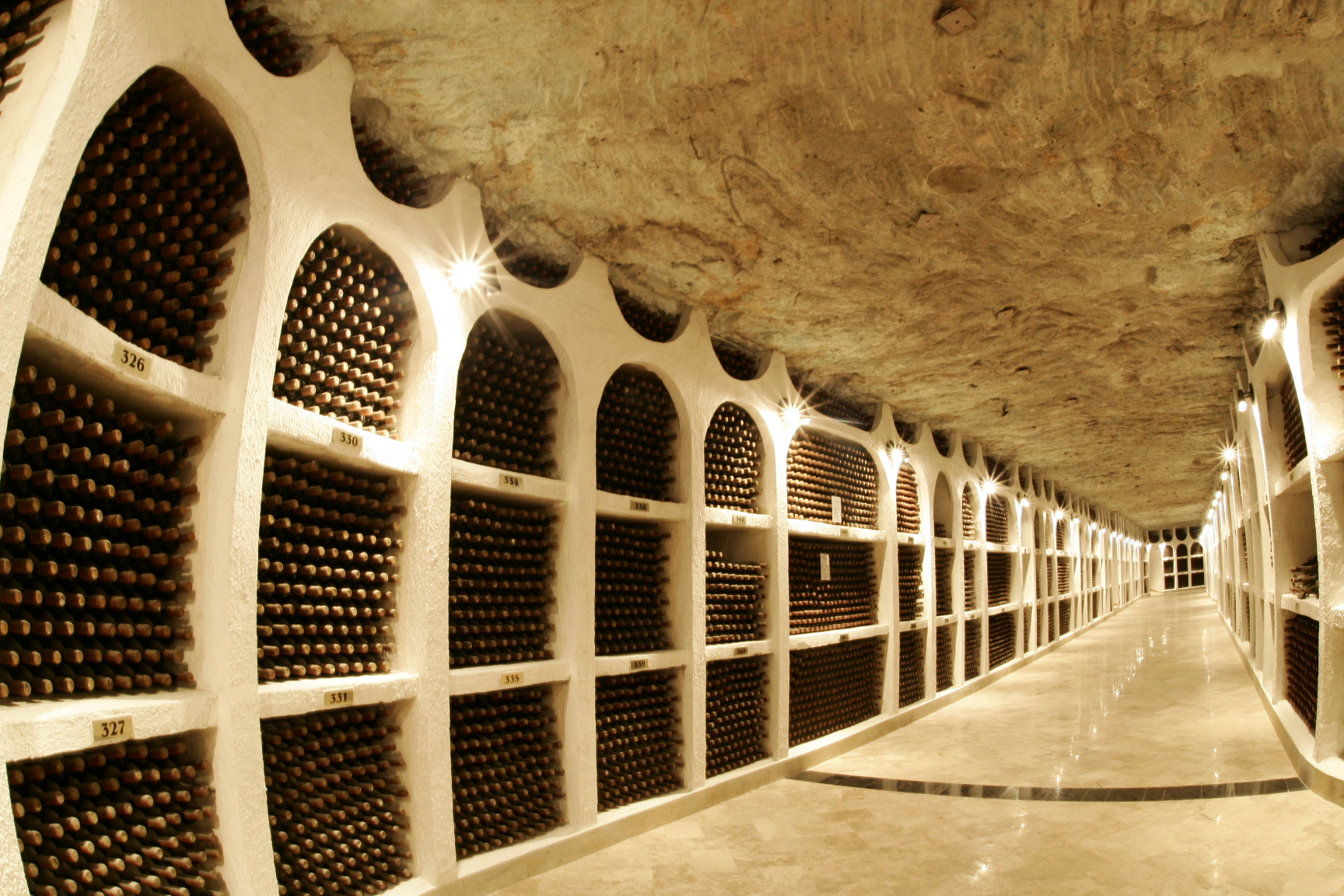
Galeries souterraines de Cricova

La cave produit des vins mousseux selon la méthode française méthode champenoise, avec une seconde fermentation en bouteille et un élevage sur lattes en position horizontale d'au moins trois ans. Cricova fait un vin rouge pétillant, fabriqué à partir de cabernet sauvignon et commercialisé comme ayant une « riche texture de velours et un goût de cassis et de cerise ».
Les vins blancs sont produits à partir d'un ou de plusieurs cépages, à chacune des variétés s'applique un ensemble d'exigences. Contrairement aux vins blancs, la production de vins rouges utilise la méthode de fermentation sur moût - un processus technologique dans lequel le jus n'est pas délimité par la pellicule, la pulpe et les graines. Le processus consiste essentiellement à enrichir le vin de structure et de couleur. La fermentation alcoolique dure 2 à 3 semaines.
L'originalité des vins de Cricova est due aux conditions de stockage souterrain. Dans Cricova, les caves ont été créées dans les conditions idéales pour la réussite de ce processus — à une température de 10 °C à 12 °C toute l'année et à une humidité relative de l'air comprise entre 97 et 98 %. Le dernier indice revêt une importance particulière: plus le taux d'humidité relative est élevé, le plus faible est le risque de perte de vin par évaporation à travers le bouchon.
Contrairement à certaines entreprises vinicoles, dans les installations de stockage du vin de Cricova, il n’existe pas de systèmes de climatisation ou de ventilation artificiels. C'est le microclimat naturel qui régule la température de production et de vieillissement des vins de haute qualité.

## Caves

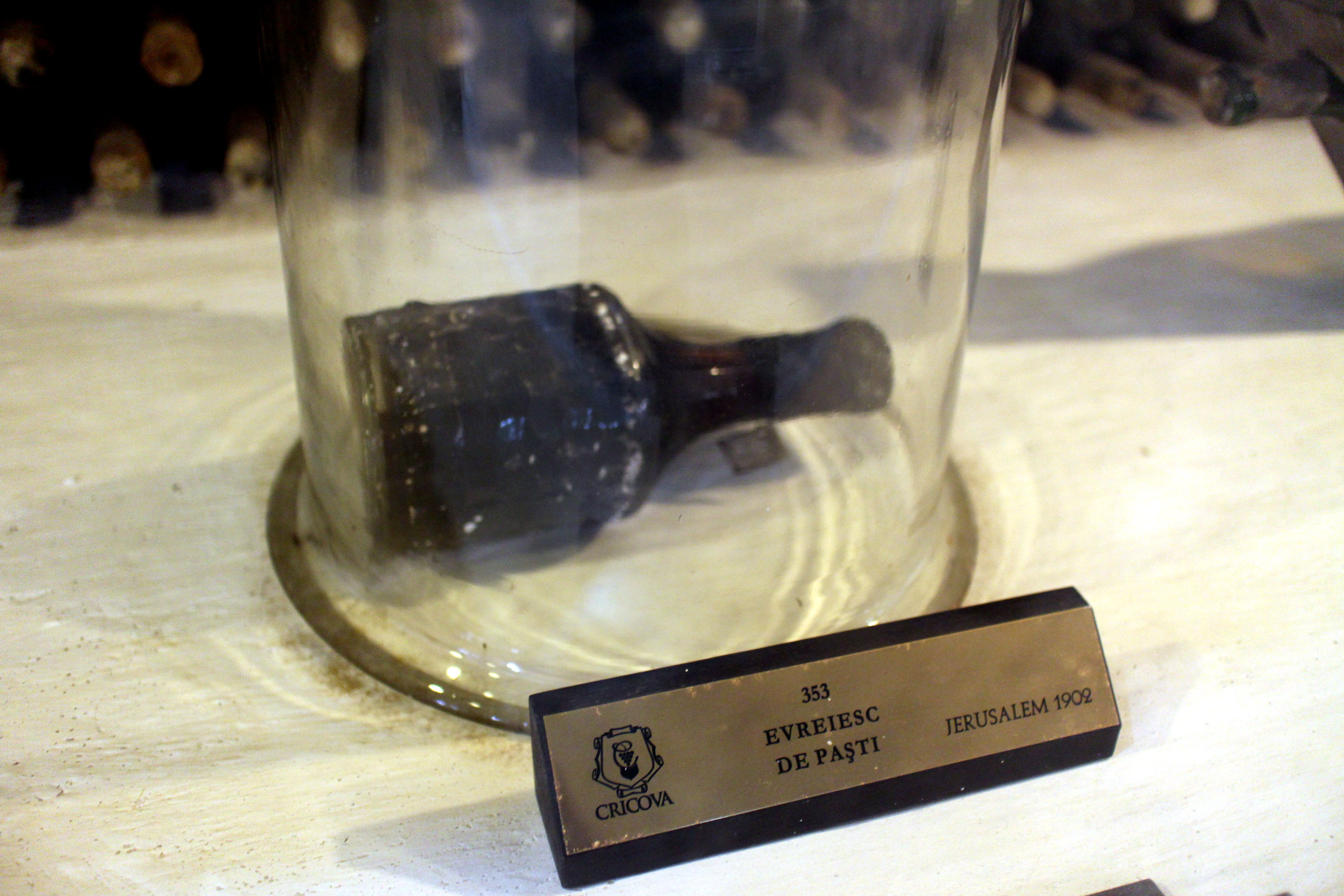
Une bouteille de vin (Pâques de Jérusalem, Ian Beher) vers 1902 est exposée dans les caves Cricova

Des tunnels ont existé sous Cricova depuis le XVe siècle, quand le calcaire a été miné pour construire la ville de Chisinau. En 1952, le problème des zones de conservation et de vieillissement du vin fut soulevé en Moldavie. Deux personnalités de la viticulture moldave, Petru Ungureanu et Nicolae Sobolev, ont proposé l’utilisation des galeries des gisements de Cricova d'où a été extraite la pierre de construction.
Les caves sont une attraction touristique du pays. Elles occupent, ainsi que les installations de production, environ 53 ha d'espace souterrain. Elle dispose de 120 kilomètres de routes labyrinthiques. La largeur des galeries varie entre 6 et 7,5 mètres et leur hauteur est comprise entre 3 et 3,5 mètres. La profondeur à laquelle les caves sont situées, en fonction du relief, varie de 35 mètres à l'entrée à 80 mètres. Dans certaines branches des caves, l'excavation est toujours active, ainsi les caves sont encore en agrandissement.

### Collection
Les caves abritent une grande collection de bouteilles rares, notamment issues des pillages de guerre par le dirigeant nazi Hermann Göring 